# Tekezé
Cette page contient des caractères éthiopiques. En cas de problème, consultez Aide:Unicode ou testez votre navigateur.
Le Tekezé (ተከዜ (Täkäzé)) est un sous-affluent du Nil. Il prend sa source en Éthiopie et se jette dans l'Atbara au Soudan.

## Géographie
Le cours de la rivière Tekezé mesure 608 km et est plus long que celui de l'Atbara à leur point de confluence. La rivière a creusé un profond canyon, le plus profond d'Afrique et l'un des plus profonds au monde. En certains endroits, sa profondeur atteint 2 000 mètres.
La rivière prend sa source dans les montagnes du centre de l'Éthiopie, non loin du mont Qachen. Il prend une direction ouest, puis nord et à nouveau ouest, formant la partie la plus occidentale de la frontière entre l'Éthiopie et l'Érythrée. La rivière poursuit son cours dans la partie sud-est du Soudan avant de rejoindre l'Atbara par 14° 10′ N, 36° 00′ E.

## Aménagements

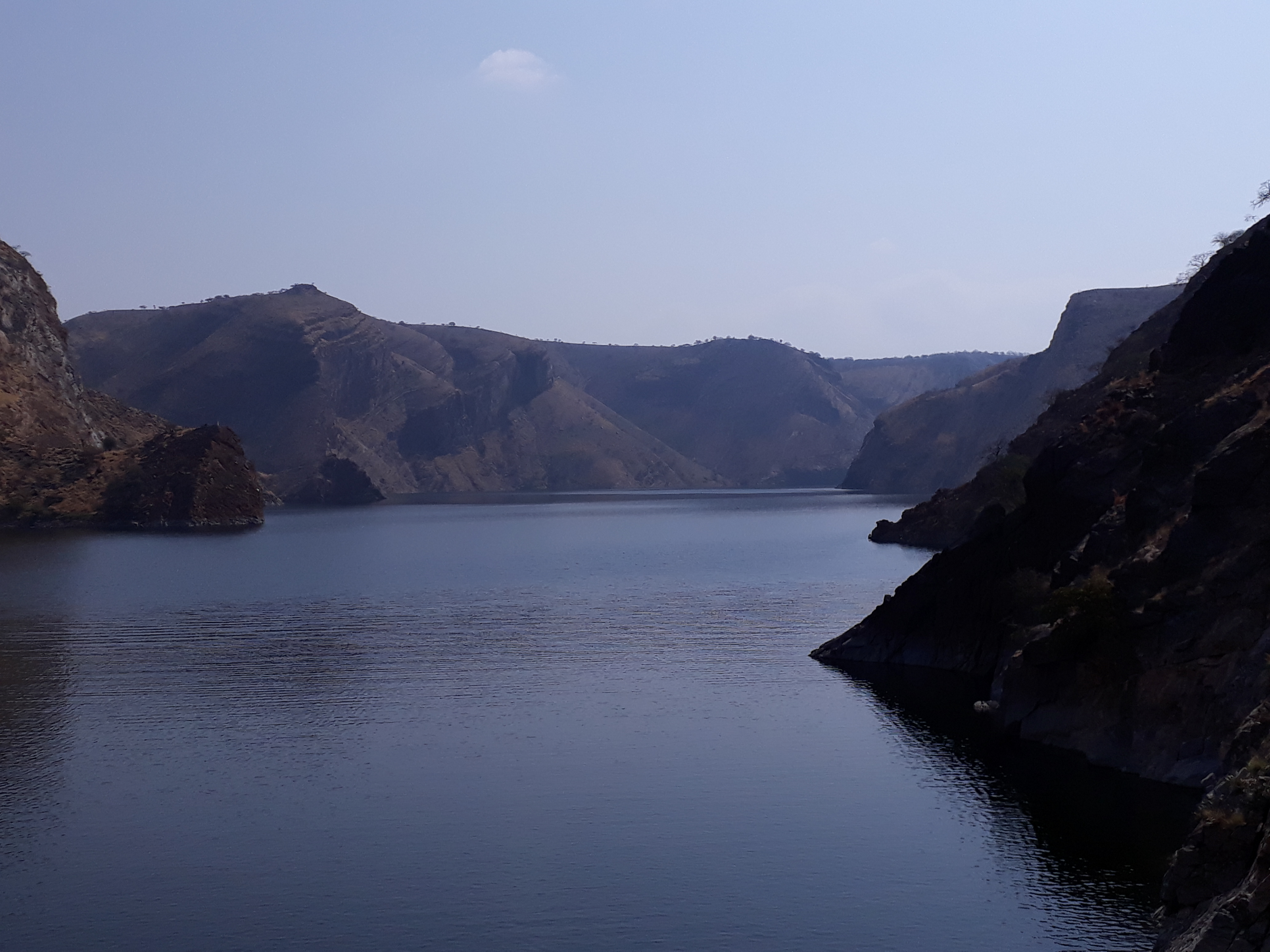
Reservoir du Tekezé

La Chine a construit le barrage de Tekezé, 180 m de haut, « plus grand projet de coopération dans un pays africain » selon la presse chinoise, surnommé le « barrage des Trois Gorges éthiopien » par Sinohydro, l'entreprise chinoise qui a remporté le chantier. Le barrage est opérationnel depuis 2009. Le lac de barrage a une superficie de 105 km² et une capacité de 9,3 milliards m³.

## Hydrologie

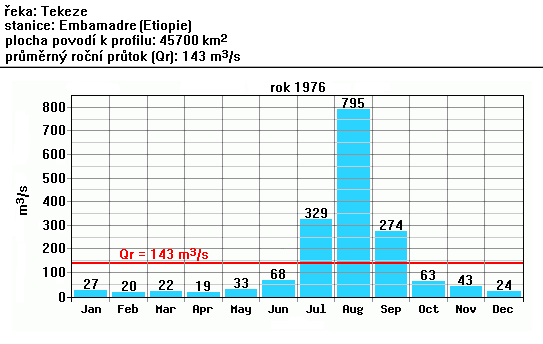
Courbe hydrologique du Tekezé

## Galerie

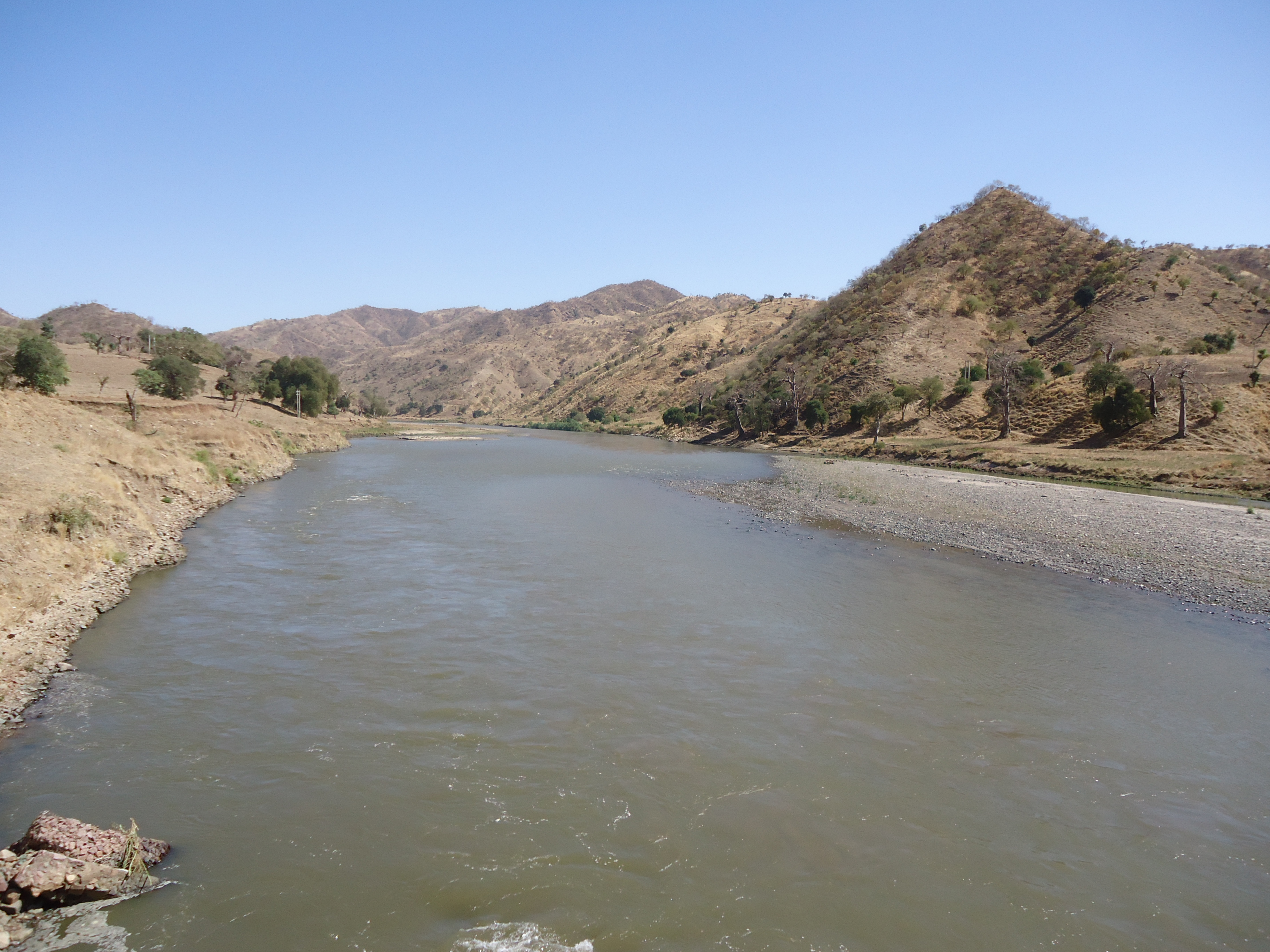
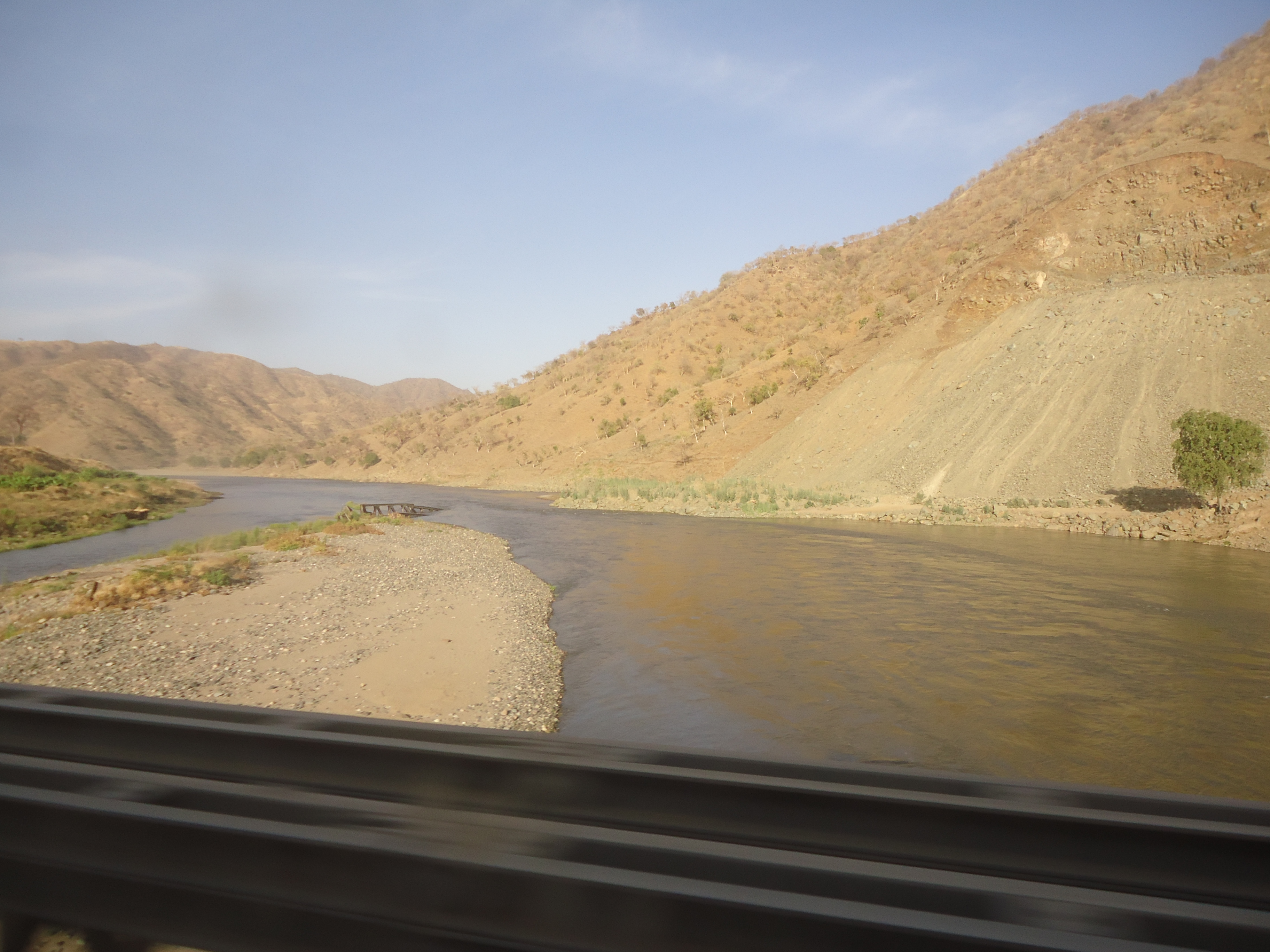
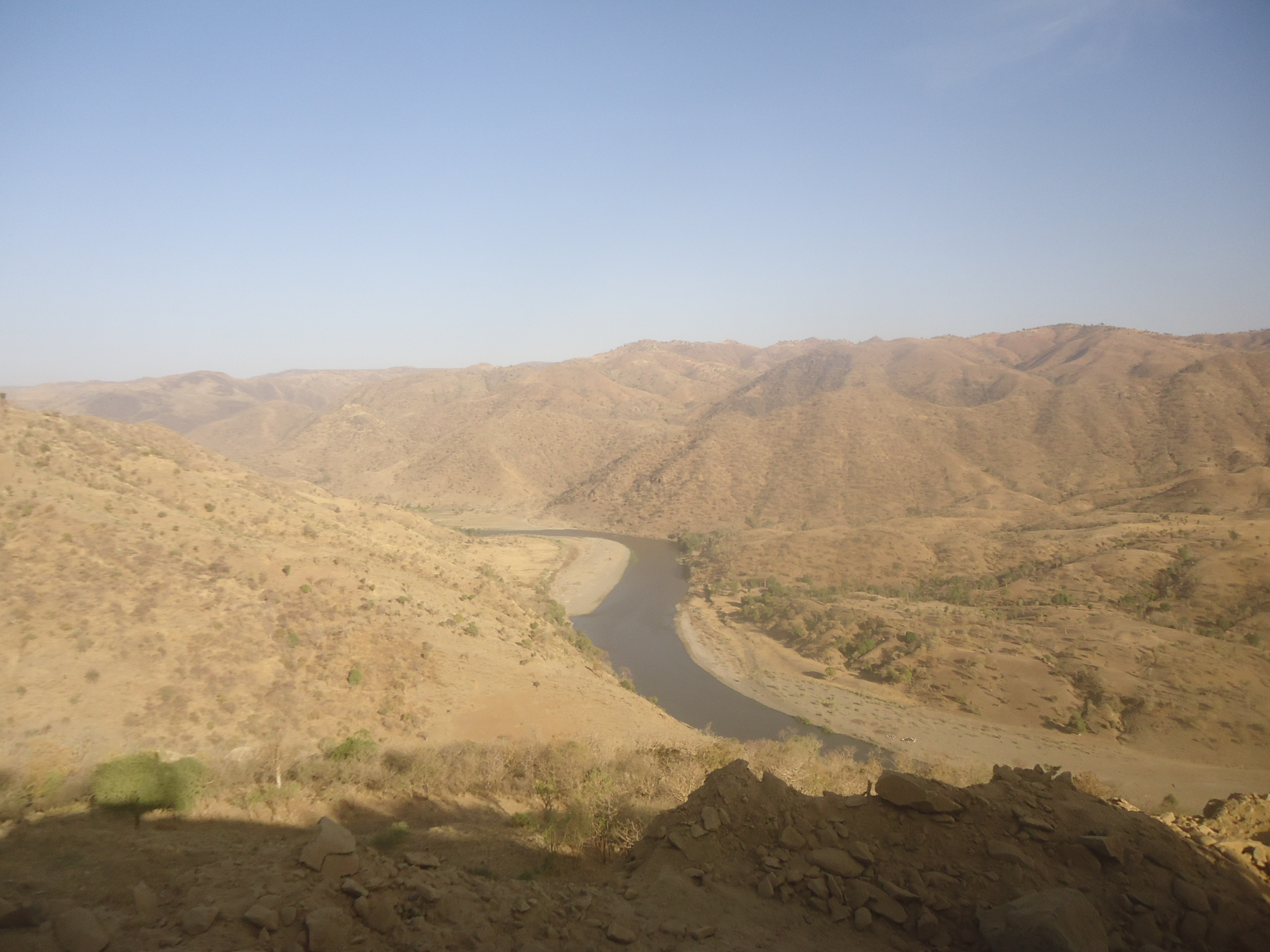